# Cosmopterix interfracta
Cosmopterix interfracta là một loài bướm đêm thuộc họ Cosmopterigidae. Nó được tìm thấy ở Brasil (Distrito Federal, Para, Rio De Janeiro), Cuba, Cộng hòa Dominica, Jamaica và Puerto Rico.
Con trưởng thành bay between tháng 6 và tháng 10.